# Озарение (фильм, 1971)
"Озарение " — советский фильм 1971 года режиссёра Владимира Денисенко, по его же сценарию.

## Сюжет
О работе ученых-микробиологов, которые исследуют причины и механизмы действия онкологических заболеваний, ищут пути борьбы ними.

Свою научную деятельность, свою жизнь герой фильма, молодой ученый Юрий Морозенко, посвящает проблеме рака. Он упорно трудится в лаборатории, преодолевая к тому же со противление некоторых коллег, которыми руководят отнюдь не высокие интересы науки, а забота о собственном благополучии. Попутно раскрываются отношения Юрия с женою Еленой, не понимающей мужа, и с Галиной — с ней героя связывают прекрасные воспоминания о прошлом.— журнал «Советский экран», 1973

## В ролях
- Богдан Ступка — Юрий Морозенко
- Нонна Терентьева — Елена Морозенко
- Александр Гринько — Дружинин
- Константин Губенко — дядько Сазон
- Василий Симчич — Андрей Осадчий
- Владимир Скомаровский — Корж
- Владимир Алексеенко — Шептун
- Нина Реус — Света
- Владимир Денисенко — эпизод
- Нина Матвиенко — эпизод
- Джемма Фирсова — эпизод
- Наталия Гебдовская — сплетница

## Критика
Критика отмечала, что этот многообещающий фильм полностью не удался:

Ожидался фильм, который мог стать вряд лучших произведений украинского кино последних лет. Однако интересный замысел потерялся в чрезмерном увлечении режиссера формальными изобразительными средствами и возможностями. В ряде статей после выхода фильма очень точно отмечалась суть допущенных просчетов.— И. С. Корниенко — Кино Советской Украины: страницы истории. — М.: Искусство, 1975. — 239 с. — с. 190

Подлинно художественного фильма о современности не получилось, так все решения в картине поверхностны, трафаретны, неубедительны. Автор уж слишком легко скользит по теме, проблема не стала страстью художника, и режиссер (он же сценарист фильма) не смог высечь искру вдохновенного творчества у актёров, картина осталась произведением холодным, пустым, напыщенно претенциозным.— журнал «Искусство кино», 1972

В картине много рассуждения о научных материях, о тайнах бытия, но склонность режиссёра к стилю возвышенному и ложно многозначительному мешает убедительному воплощению серьезной темы.— журнал «Советский экран», 1973